# Porto di Rio de Janeiro
Il Porto di Rio de Janeiro (in portoghese: Porto do Rio de Janeiro) è un porto della città di Rio de Janeiro situata in una insenatura della Baia di Guanabara.
È il terzo porto più trafficato del Brasile ed è gestito da Companhia Docas do Rio de Janeiro.

## Storia
Negli anni '70 dell'Ottocento, con la costruzione della Doca da Alfândega, videro la luce i primi progetti di sviluppo del porto di Rio de Janeiro. Decreti del 1890 autorizzarono le società Industrial de Melhoramentos do Brasil e The Rio de Janeiro Harbour and Docks a costruire una serie di ormeggi, magazzini e portici. Le sezioni sono state scelte tra Ilha das Cobras e Arsenal de Marinha e Arsenal de Marinha a Ponta do Caju. Nel 1903, il governo federale assunse la ditta C.H. Walker & Co. Ltda., Per eseguire lavori di costruzione e miglioramenti nelle aree del molo. Successivamente sono stati allestiti il molo Gamboa e sette magazzini. L'apertura ufficiale del porto ebbe luogo il 20 luglio 1910.

## Notizie
Il porto opera con carichi quali: merci containerizzate generali, elettronica, gomma, prodotti petrolchimici, parti e componenti di veicoli, caffè, prodotti siderurgici, rotoli di carta pressata e rinfuse solide, come grano e ghisa.

## Accesso
Il porto ha accesso stradale tramite BR-040, BR-101, BR-116, RJ-071 e RJ-083; accesso ferroviario tramite il terminal Arará, gestito da MRS Logística S / A, a scartamento grande (1,60 m), utilizzabile anche a scartamento ridotto (1,00 m), gestito da FCA - Ferrovia Centro Atlântica. Collega il porto alla regione centro-meridionale di Rio de Janeiro (Vale do Paraíba) e da lì agli stati di San Paolo e Minas Gerais. Accesso marittimo da Baia di Guanabara.

## Dati tecnici
Il porto ha un molo lungo 6,7 km con 31 posti barca. Pescaggio tra 10 e 15 metri. 15 cortili aperti e 18 magazzini. Nel 2016 ha movimentato 6.102.907 T in merci e 299.833 TEU in container. Le principali esportazioni sono state ghisa, prodotti siderurgici e veicoli. Le principali importazioni sono state: grano, prodotti siderurgici e concentrato di zinco.

## Programma Porto Maravilha (Porto Meraviglia)
Il porto e l'area circostante fu messa sotto lo sviluppo massiccio del programma Maravilha delle Olimpiadi 2016. Il progetto prevedeva la ricostruzione di 700 km di infrastrutture urbane tra idrico, fognario e drenaggio, la costruzione di 17 km di piste ciclabili e l'eliminazione dell'Elevado do Perimetral, una autostrada sopraelevata che collegava con il centro di Rio con l'area sud della città ed infine anche la creazione della Rio de Janeiro Light Rail che avrebbe collegato la regione alla metropolitana, ai traghetti e alle stazioni degli autobus 
Il progetto copre 7 quartieri per 5 milioni di metri quadrati: Centro, Santo Cristo, Boa Saúde, Gamboa, São Cristóvão, Cidade Nova e Caju.